# Juni 1996
Portal Geschichte | Portal Biografien | Aktuelle Ereignisse | Jahreskalender | Tagesartikel

◄ |
19. Jahrhundert |
20. Jahrhundert
| 21. Jahrhundert

◄ |
1960er |
1970er |
1980er |
1990er
| 2000er | 2010er | 2020er | ►

◄ |
1992 |
1993 |
1994 |
1995 |
1996
| 1997 | 1998 | 1999 | 2000 | ►

◄ |
März 1996 |
April 1996 |
Mai 1996 |
Juni 1996 |
Juli 1996 |
August 1996 |
September 1996 |
►
Dieser Artikel behandelt aktuelle Nachrichten und Ereignisse im Juni 1996.

## Tagesgeschehen

### Samstag, 1. Juni 1996
- Prag/Tschechische Republik: Bei der ersten Wahl zum Abgeordnetenhaus nach der Trennung von Tschechischer und Slowakischer Republik liegt die Demokratische Bürgerpartei des amtierenden Ministerpräsidenten Václav Klaus mit rund 30 % knapp vor der Sozialdemokratischen Partei mit 26,4 % Stimmenanteil. Zur drittstärksten Kraft wird die Kommunistische Partei, für die sich rund 10 % der Wähler entscheiden.[1]
- Wien/Österreich: Der SK Rapid Wien siegt 2:0 gegen den Rivalen im Titelkampf SK Sturm Graz und wird Österreichischer Fußballmeister 1996.[2]

### Sonntag, 2. Juni 1996
- Eisenstadt/Österreich: Die Landtagswahl im Burgenland bringt Verluste für die etablierten Parteien SPÖ und ÖVP. Dabei notiert die SPÖ als stärkste politische Kraft erstmals seit 1953 wieder unter 45 % Anteil an den Wählerstimmen. Die FPÖ steigert abermals ihr Ergebnis und liegt mit 14,55 % nach wie vor an der dritten Stelle in der Wählergunst.[3]
- New York/Vereinigte Staaten: Bei der 50. Verleihung des Tony Awards werden Zoe Caldwell und George Grizzard jeweils für die beste Leistung in einer Hauptrolle in einem Theaterstück ausgezeichnet.[4]
- Tirana/Albanien: Nach der zweiten Runde der Parlamentswahl entfallen von 140 Sitzen im Kuvendi Popullor auf die Demokratische Partei Albaniens 122 Sitze und auf die Sozialistische Partei Albaniens zehn Sitze. Nach dem ersten Wahlgang am 26. Mai, bei dem keine ausländischen Wahlbeobachter vor Ort waren, erklärten die Oppositionsparteien allesamt, dass sie die zweite Runde der Parlamentswahl boykottieren.[5]

### Mittwoch, 5. Juni 1996
- Berlin/Deutschland: Der Senat des Landes Berlin akzeptiert den Beschluss der Berlin Brandenburg Flughafen Holding GmbH, südlich des Flughafens Berlin-Schönefeld einen Großflughafen zu bauen und nach dessen Fertigstellung die Flughäfen Berlin-Tegel und Berlin-Tempelhof zu schließen.[6]
- Wien/Österreich: Im Finale des ÖFB-Cups gewinnt der SK Sturm Graz gegen den FC Admira/Wacker Wien mit 3:1 und wird Österreichischer Fußballpokalsieger 1996.[7]

### Donnerstag, 6. Juni 1996
- Ankara/Türkei: Das Verfassungsgericht annulliert die Vertrauensabstimmung der Großen Nationalversammlung aus dem März, durch welche die Koalitionsregierung aus Mutterlandspartei (ANAP) und Partei des Rechten Weges (DYP) ins Amt kam. Die DYP verließ die Regierung aus verschiedenen Gründen bereits am 24. Mai. Nach der Entscheidung des Gerichts tritt Ministerpräsident Mesut Yılmaz (ANAP) noch am selben Tag zurück.[8][9]

### Samstag, 8. Juni 1996

Logo der Fußball-EM

- London/Vereinigtes Königreich: Im Eröffnungsspiel der 10. Fußball-Europameisterschaft der Männer trennen sich die Mannschaften aus England und der Schweiz mit 1:1.[10]
- Paris/Frankreich: Die deutsche Tennisspielerin Steffi Graf gewinnt das Finale im Dameneinzel der French Open 1996 gegen die Spanierin Arantxa Sánchez Vicario in drei Sätzen. Die Partie dauert drei Stunden und vier Minuten.[11]

## Weblinks

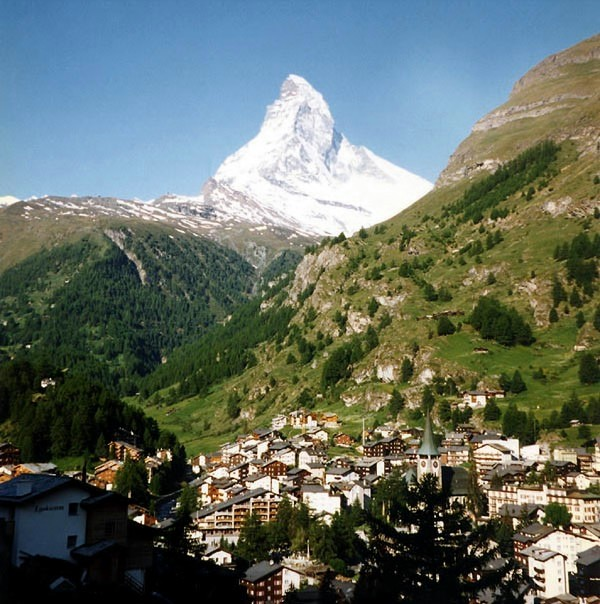
Kanton Wallis im Juni 1996

### Sonntag, 9. Juni 1996
- Bern/Schweiz: Die Teilnehmer einer Volksabstimmung votieren für den Gegenentwurf der Bundesversammlung zur Volksinitiative „Bauern und Konsumenten – für eine naturnahe Landwirtschaft“ und lehnen das vorgelegte Regierungs- und Verwaltungsorganisationsgesetz ab.[12][13]
- Mailand/Italien: Die 79. Ausgabe des Rad-Etappenrennens Giro d’Italia gewinnt der Russe Pawel Tonkow. Es ist der zweite Gesamtsieg eines Russen bei dieser Rundfahrt.[14]

### Montag, 10. Juni 1996
- Ljubljana/Slowenien: Slowenien stellt bei der Europäischen Union (EU) einen Antrag, über einen Beitritt zur EU zu verhandeln.[15]
- Miami/Vereinigte Staaten: Der Stanley Cup der nordamerikanischen Eishockey-Profiliga NHL geht in diesem Jahr an die Mannschaft von Colorado Avalanche, die das vierte und entscheidende Spiel der Finalserie gegen die Florida Panthers mit 1:0 für sich entscheidet.[16]

### Mittwoch, 12. Juni 1996
- Stuttgart/Deutschland: Der Landtag von Baden-Württemberg wählt Erwin Teufel (CDU) in zwei Wahlgängen zum dritten Mal seit Januar 1991 zum Ministerpräsidenten.[17]

### Sonntag, 16. Juni 1996
- Chicago/Vereinigte Staaten: Im entscheidenden Finalspiel der amerikanischen Basketball-Profiliga NBA gewinnen die Chicago Bulls 87:75 gegen die Seattle SuperSonics. Es ist Chicagos vierter Sieg einer NBA-Saison in sechs Jahren. Mit Detlef Schrempf spielte bei Seattle erstmals ein Deutscher um den Gewinn des weltweit bedeutendsten Titels im Basketball.[18][19]

### Mittwoch, 19. Juni 1996
- Atlantik: Die Atlantische Hurrikansaison 1996 beginnt, als sich unweit der Küste von North Carolina das Tiefdruckgebiet Arthur drei Tage nach seinem Entstehen zum Tropischen Wirbelsturm verstärkt.[20]

### Donnerstag, 20. Juni 1996
- Zürich/Schweiz: Peter Luttenberger gewinnt zum ersten Mal, und als dritter Österreicher, die Rad-Rundfahrt Tour de Suisse.[21]

### Sonntag, 23. Juni 1996
- Berlin/Deutschland: Als der 1920 in Polen geborene Papst Johannes Paul II. an der Seite des Bundeskanzlers Helmut Kohl durch das Brandenburger Tor schreitet, ergreift er die Hand des Deutschen und erklärt: „Das ist ein großer Augenblick in meinem Leben […] Berlin und Deutschland sind nicht mehr geteilt. Und Polen ist frei.“ Am gleichen Tag feiert der Papst eine Heilige Messe im Olympiastadion Berlin.[22]

### Montag, 24. Juni 1996
- Glauburg/Deutschland: Keltologen entdecken an der Grabungsstätte am Glauberg in Hessen die 1,86 m hohe Vollplastik eines keltischen Herrschers, mit der eine neue Sichtweise auf das handwerkliche Niveau keltischer Künstler einsetzt.[23]

### Donnerstag, 27. Juni 1996
- Lyon/Frankreich: Die Staatschefs der Gruppe der Sieben (G7) und der Präsident der Europäischen Kommission treffen sich zum 22. Weltwirtschaftsgipfel. Die wirtschaftliche Agenda ist von der Gestaltung der Globalisierung und deren Auswirkungen auf die Entwicklungsländer geprägt, in der politischen Agenda spielt der Bosnienkrieg die Hauptrolle.[24][25]

### Samstag, 29. Juni 1996
- Deutschland, Ukraine: Der Investitionsschutzvertrag zwischen beiden Staaten tritt in Kraft.[26]
- Lyon/Frankreich: Die Abschlusserklärung zum Ende des Weltwirtschaftsgipfels trägt im Titel das Credo der Wirtschaftspolitik in den Staaten der Gruppe der Sieben: „Erfolgreiche Globalisierung zum Nutzen aller.“[27]

### Sonntag, 30. Juni 1996

Logo von Time Warner, Inc.

- Bottrop/Deutschland: Das amerikanische Medienunternehmen Time Warner, Inc., eröffnet auf dem Gelände des geschlossenen Bavaria-Filmparks den Freizeitpark Warner Bros. Movie World.[28]
- Klagenfurt/Österreich: Der deutsche Schriftsteller Jan Peter Bremer gewinnt mit einem Text unter dem Titel Der Fürst spricht den Ingeborg-Bachmann-Preis 1996.[29]
- London/Vereinigtes Königreich: Im Finale der 10. Fußball-Europameisterschaft der Männer besiegt die Auswahl Deutschlands die tschechische Nationalmannschaft mit 2:1 nach Golden Goal.[30]